# 18.º arrondissement de Paris

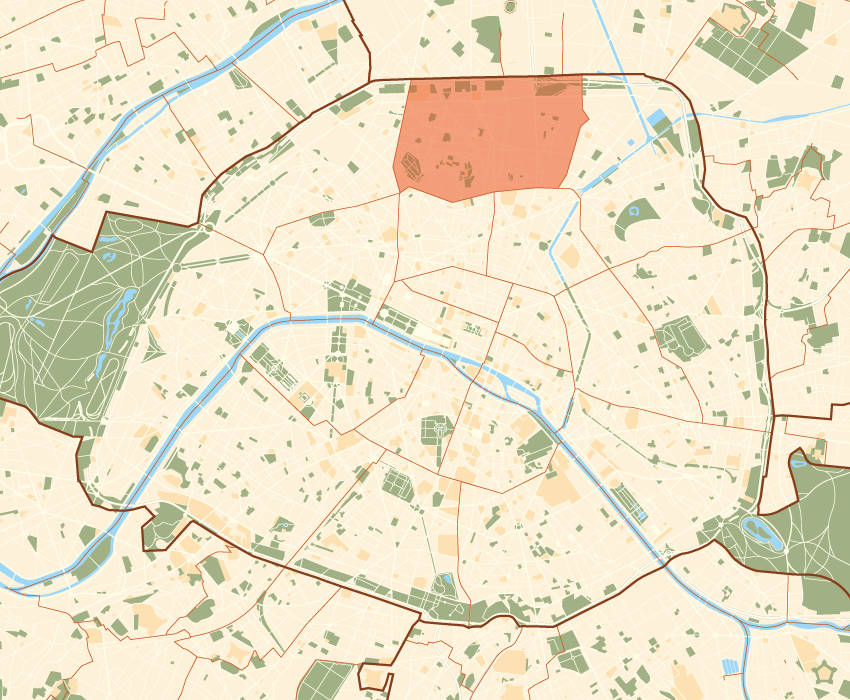
Mapa do 18.º arrondissement, assinalado a vermelho.

O 18.º arrondissement de Paris é um dos 20 arrondissements de Paris, situado na margem direita do rio Sena.

## Bairros
1. Quartier des Grandes-Carrières
2. Quartier de Clignancourt
3. Quartier de la Goutte-d'Or
4. Quartier de la Chapelle

## Demografia
Em 2011, a população era de 197 173 habitantes numa área de 601 hectares, com uma densidade de 32 807 hab./km².
| Ano (censo nacional)     | População | Densidade (hab./km²) |
| ------------------------ | --------- | -------------------- |
| 1931 (pico populacional) | 288 810   | 48 095               |
| 1962                     | 254 974   | 42 460               |
| 1968                     | 236 776   | 39 430               |
| 1975                     | 208 970   | 34 799               |
| 1982                     | 186 866   | 31 118               |
| 1990                     | 187 657   | 31 250               |
| 1999                     | 184 586   | 30 713               |
| 2006                     | 192 042   | 31 953               |
| 2007                     | 191 523   | 31 867               |
| 2008                     | 197 173   | 32 807               |